# Isla Angamos
Isla Angamos är en ö i Chile.   Den ligger i regionen Región de Magallanes y de la Antártica Chilena, i den södra delen av landet. Arean är 448 kvadratkilometer.
Terrängen på Isla Angamos är kuperad. Öns högsta punkt är 1 053 meter över havet. Den sträcker sig 34,1 kilometer i nord-sydlig riktning, och 28,1 kilometer i öst-västlig riktning.